# Lo squartatore di New York
Lo squartatore di New York è un film italiano del 1982 diretto da Lucio Fulci.
Segnò il ritorno del regista romano al thriller, dopo cinque horror. La novità principale del film rispetto alla filmografia di Fulci è il ricorso a molte sequenze esplicite di sesso morboso e perverso.

## Trama

Jane Lodge viene insidiata dal serial killer

A New York un uomo lancia un bastoncino al suo cane, che glielo riporta scodinzolando. A un successivo lancio, il cane riporta una mano mozzata, che si scopre appartenere a una prostituta scomparsa. Il caso viene affidato al tenente Williams, disilluso e prossimo alla pensione, che interroga quindi la proprietaria dell'albergo nel quale la vittima alloggiava: la donna riferisce che la ragazza aveva un appuntamento con un cliente dalla voce identica a quella di Paperino. 
 Sul traghetto di Staten Island, una ragazza in bicicletta ha un'accesa discussione con un automobilista, poi si intrufola nella macchina e scrive col rossetto una parola oscena, ma viene interrotta da un uomo misterioso, che a sua volta si introduce in macchina parlando con la voce di Paperino, la accoltella a morte e quindi fugge. Al tenente Williams non resta altro che informare la stampa su un serial killer che si aggira per la città, ma un suo superiore lo sconsiglia, poiché diffonderebbe il panico tra la popolazione. Il tenente Williams riceve una telefonata da un uomo con la voce di Paperino, che lo avverte di altri omicidi e lo sfida. Il tenente si rivolge così a un giovane professore universitario di psichiatria, il dott. Davis con il quale inizia un lavoro di ricostruzione del personaggio .

L'omicidio della donna del sexy show

In un quartiere a luci rosse, Jane Lodge, un'attraente donna matura, sta assistendo a uno spettacolo di sesso dal vivo. Con sé ha un registratore, col quale registra i gemiti dell'amplesso mentre si masturba. Un uomo dall'aspetto poco rassicurante, con una mano monca di due dita, la spia, finché Jane non si allontana dallo spettacolo, al termine del quale l'attrice entra nel suo camerino dietro le quinte e viene assalita a colpi di bottiglia spezzata, che le lacerano la vagina, da un uomo che parla come Paperino. 
 Intanto il tenente Williams è in compagnia di Kitty, una giovane prostituta che frequenta spesso. Riceve una telefonata fatta dal serial killer, che lo informa di un ennesimo omicidio. Jane Lodge continua a frequentare quartieri malfamati, in cerca d'emozioni forti: registrati i suoni degli amplessi, li fa ascoltare al marito, poi si reca in un bar frequentato da giovani portoricani, che la seducono e la umiliano al tempo stesso. La giovane Fay Majors si accorge di essere seguita in metropolitana da un uomo con la mano monca: si rifugia in un cinema, dove viene aggredita da un uomo con la voce di Paperino, che la colpisce alla gola. Il volto dell'uomo si trasforma in quello di un ragazzo giovane: Fay si risveglia in un ospedale, accanto a lei c'è il giovane, che in realtà è il suo fidanzato, Peter Bunch, e il tenente Williams. La ragazza spiega la dinamica dell'aggressione.

Il corpo massacrato di Kitty

Nel frattempo Jane Lodge è stata abbordata dall'uomo con la mano monca: i due si appartano nella camera di un hotel e Jane si fa legare nuda al letto, mentre la radio annuncia che il serial killer ricercato per gli omicidi delle ragazze ha due dita mancanti da una mano. Jane, in preda al panico, si libera e fugge, ma viene raggiunta e uccisa dal vero assassino. Il tenente Williams interroga il marito di Jane e riesce a scoprire l'identità dell'uomo senza dita: è Mikos Scellenda, immigrato greco. 
 Il dott. Davis si reca da Fay e Peter, poi Fay, rimasta sola, viene aggredita da Mikos, ma Peter torna in tempo e lo mette in fuga. Il tenente Williams riceve un'altra telefonata in una cabina telefonica dal serial killer, che si trova ora a casa di Kitty e l'ha legata al letto: l'omicida si prende gioco del tenente, poi uccide Kitty dopo averla torturata orribilmente con una lametta da barba. Il tenente arriva troppo tardi.
Continuano quindi le ricerche senza successo per scovare Scellenda, ritenuto responsabile di tutti gli omicidi; tesi che però decade quando viene rinvenuto morto suicida, perché l'autopsia rivela che è morto prima dell'ultimo omicidio. 
Intanto il dott. Davis indaga sul passato di Peter, scoprendo che ha una figlia nata da un precedente matrimonio: la bambina è ricoverata in ospedale, essendo affetta da una rara malattia alle ossa. La bambina riceve spesso delle telefonate da un uomo con la voce di Paperino. Fay ascolta casualmente una delle telefonate e scopre che il vero serial killer è Peter; questi capisce che Fay conosce la verità e la aggredisce violentemente. Quando Fay sta per soccombere, un colpo di pistola sfonda il volto di Peter: l'ha sparato il tenente Williams. Il dott. Davis spiega a Fay e al tenente l'odio di Peter verso le donne, provocato dal dolore per la figlia malata. 
In ospedale la bambina invoca disperatamente il padre, senza ottenere risposta.

## Produzione
Un mese dopo aver terminato l'edizione di Quella villa accanto al cimitero, Lucio Fulci iniziò a lavorare al film successivo.
Per questo film, però, Lucio Fulci dovette fare a meno di alcuni suoi storici collaboratori: il direttore della fotografia Sergio Salvati fu sostituito da Luigi Kuveiller, che aveva diretto la fotografia di Una lucertola con la pelle di donna, mentre il compositore Fabio Frizzi fu sostituito da Francesco de Masi e il truccatore Giannetto De Rossi da Franco Di Girolamo, coadiuvato da Rosario Prestopino.

### Sceneggiatura
Il soggetto e la sceneggiatura furono scritti da Gianfranco Clerici e Vincenzo Mannino. Le prime stesure della sceneggiatura prevedevano che il serial killer fosse afflitto da progeria e che per questo la polizia riuscisse ad identificarlo. Questa sceneggiatura fu poi scritta per Un delitto poco comune, diretto nel 1987 da Ruggero Deodato. A Clerici e Mannino fu affiancato, per volere della produzione, Dardano Sacchetti, che revisionò il copione.

### Cast
Il cast del film presenta attori di fiducia di Lucio Fulci, quali Paolo Malco e Daniela Doria, affiancati da Andrea Occhipinti, Alessandra Delli Colli e da Urs Althaus, che recita la parte dell'uomo che si accoppia con Zora Kerowa nel sexy show, e che due anni dopo sarebbe divenuto un attore cult interpretando la commedia L'allenatore nel pallone.
L'attore che doveva recitare il ruolo del tenente Williams fu trovato solo il giorno dell'inizio delle riprese. Fabrizio De Angelis incaricò delle ricerche Roberto Giandalia, l'assistente di Fulci, che partì per Londra dove trovò Jack Hedley e lo portò di corsa a New York.
Lucio Fulci appare in un breve cameo, interpretando il funzionario di polizia che consiglia al tenente Williams di non svelare alla stampa l'esistenza di un serial killer.

### Riprese
Le riprese iniziarono, con il titolo di lavorazione Lo squartatore, il 24 agosto 1981, e terminarono ad ottobre. Il film fu girato a New York (gli esterni e alcuni interni) e a Roma (gli interni agli studi De Paolis e alcuni esterni nel quartiere Trastevere).
L'albergo in cui furono girate alcune sequenze riguardanti Jane Lodge era un albergo malfamato e squallido. Durante la sequenza in cui Alessandra Delli Colli fugge dall'assassino entrava in scena ripetutamente un'anziana signora con un girello. La sequenza fu ripetuta varie volte, tra gli improperi di Lucio Fulci. Inoltre furono trafugate alcune attrezzature.

## Distribuzione

### Titoli per l'estero
Il film uscì negli Stati Uniti e nel Regno Unito come The New York Ripper, in Francia come L'eventreur de New York e in Germania Ovest come Der New York Ripper.

## Accoglienza

### Incassi
Il film uscì nelle sale cinematografiche italiane il 4 marzo 1982, incassando complessivamente 1.039.731.282 lire dell'epoca. Riscosse inoltre un buon successo all'estero.

### Critica
Alla sua uscita il film ricevette dalla critica cinematografica italiana delle critiche totalmente negative. la Repubblica scrisse: «Interpretato da attori poco noti, il film risulta alla fine poco più di un'esercitazione da mattatoio». Il Corriere della Sera lo definì un «tipico prodotto ibrido volto alle esportazioni».
Pino Farinotti dà al film una stella e scrive sul suo dizionario dei film «Il maniaco rivendica gli omicidi parlando come Paperino: la polizia brancola nel buio e il pubblico si annoia».
Negli anni novanta il film è stato ampiamente rivalutato, fino a diventare un cult movie e ad essere considerato uno dei migliori film diretti da Lucio Fulci.
Paolo Albiero e Giacomo Cacciatore lo considerano «uno sguardo spietato, crudele e pessimista sulla società e sull'uomo: nessuno è risparmiato, nemmeno nella sfera più intima, quella della famiglia e degli affetti. Lo squartatore di New York saluta i "dorati" anni ottanta offrendo il thriller più crudele, pessimista e violento della carriera di Lucio Fulci e forse del cinema italiano».
Per Antonio Tentori, in questo film «Fulci spinge il suo stile provocatorio oltre ogni misura. Certe sequenze sono infatti al limite dell'hard».
La rivista Nocturno scrive: «Lo squartatore di New York è un film cattivo, ma non un cattivo film: forse, anzi, la ferocia è la sua qualità più rilevante».
Il sito SPLATTERCONTAINER.COM dà al film quattro stelle e scrive: «Senza esagerare, ci troviamo di fronte a uno dei gialli più violenti del cinema italiano: Fulci punta tutto sull'esasperazione visiva e sulla malsanità dei personaggi lasciando il soggetto quasi in secondo piano. Lo squartatore di New York è un film duro e violento, che vanta di effetti magistralmente curati dal regista romano»